# 若林町 (八尾市)
若林町（わかばやしちょう）は、大阪府八尾市の町名。現行行政地名は若林町一丁目から若林町三丁目。住居表示は未実施。

## 歴史
令制国一覧 > 畿内 > 河内国 > 丹北郡 > 若林村の一部ほか

日本 > 近畿地方 > 大阪府 > 中河内郡 > 恵我村 >  若林の一部ほか

日本 > 近畿地方 > 大阪府 > 松原市 >  若林町 （昭和30年 - 39年）の一部ほか
当地の八尾南駅あたりや大和川河川敷の地中にて弥生時代後期から鎌倉時代にかけての複合遺跡である八尾南遺跡が発見されている。下層には弥生時代後期の集落跡が発見され、東西150メートル、南北70メートルの範囲に竪穴建物7棟、掘立柱建物などのほか、自然災害により村落が土砂で埋まる直前の状態が残っていたことがわかっている。その上層面からは、古墳時代初期の方形周溝墓が30基以上見つかっている。
1704年（宝永元年）の大和川付け替え工事により村域は南側の集落、北側の耕作地に分断された。住民は大和川を渡って耕作を行うこととなり不便を強いられたため住居を対岸・北側へ移す者が続出した。北若林地区は出郷（でんご）とよばれた。
1889年（明治22年）以降、恵我村 → 松原市を経て、1964年（昭和39年）八尾市に編入される。当時はまだ寒村であり、市街地から離れていたこともあり発展は遅れたが、1980年（昭和55年）の地下鉄谷町線の延伸開通を期に企業団地が誘致され、都市計画道路も整備されて発展していった。

## 地理
八尾市のいちばん南西に位置し、西は大阪市（平野区）に、南は松原市に接する。かつての旧村落は現在の3丁目の大和川堤防沿いにあり、集落の東外れに若林自治会館がある。1丁目に地下鉄八尾南駅があり、周辺は印刷関連企業や菓子製造関連の企業団地となっている。2丁目の若林口交差点周辺に小さな商店や住宅がある。

## 世帯数と人口
2020年（令和2年）3月31日現在（八尾市発表）の世帯数と人口は以下の通りである。
| 丁目         | 世帯数  | 人口    |
| ------------ | ------- | ------- |
| 若林町一丁目 | 308世帯 | 662人   |
| 若林町二丁目 | 140世帯 | 362人   |
| 若林町三丁目 | 387世帯 | 768人   |
| 計           | 835世帯 | 1,792人 |

### 人口の変遷
国勢調査による人口の推移。
| 1995年（平成7年）  | 1,815人 | [ 8 ]  |  |
| 2000年（平成12年） | 1,777人 | [ 9 ]  |  |
| 2005年（平成17年） | 2,060人 | [ 10 ] |  |
| 2010年（平成22年） | 1,903人 | [ 11 ] |  |
| 2015年（平成27年） | 1,818人 | [ 12 ] |  |

### 世帯数の変遷
国勢調査による世帯数の推移。
| 1995年（平成7年）  | 628世帯 | [ 8 ]  |  |
| 2000年（平成12年） | 644世帯 | [ 9 ]  |  |
| 2005年（平成17年） | 774世帯 | [ 10 ] |  |
| 2010年（平成22年） | 738世帯 | [ 11 ] |  |
| 2015年（平成27年） | 749世帯 | [ 12 ] |  |

## 学区
市立小・中学校に通う場合、学区は以下の通りとなる（2020年5月時点）。
| 丁目         | 番   | 小学校             | 中学校             |
| ------------ | ---- | ------------------ | ------------------ |
| 若林町一丁目 | 全域 | 八尾市立大正小学校 | 八尾市立大正中学校 |
| 若林町二丁目 | 全域 | 八尾市立大正小学校 | 八尾市立大正中学校 |
| 若林町三丁目 | 全域 | 八尾市立大正小学校 | 八尾市立大正中学校 |

## 事業所
2016年（平成28年）現在の経済センサス調査による事業所数と従業員数は以下の通りである。
| 丁目         | 事業所数  | 従業員数 |
| ------------ | --------- | -------- |
| 若林町一丁目 | 44事業所  | 777人    |
| 若林町二丁目 | 64事業所  | 1,398人  |
| 若林町三丁目 | 37事業所  | 217人    |
| 計           | 145事業所 | 2,392人  |

## 主な施設
（1丁目）
- 地下鉄谷町線 八尾南駅
- ミキハウス本社
- サンプラザ八尾南駅前店
- マリア保育園

## 交通

### 鉄道
- Osaka Metro谷町線 八尾南駅

### 主要道路
- 旧大阪中央環状線
- 八尾市道若林沼線

### バス
- 近鉄バス八尾線（近鉄八尾駅 - 八尾南駅 - 藤井寺駅）

## その他

### 日本郵便
- 郵便番号 : 581-0038[2]（集配局：八尾郵便局[15]）。